# Batalha de Tulcarém
A Batalha de Tulcarém (Tulkr(e)m), travada em 19 de setembro de 1918, constituiu a primeira parte da Batalha de Sarom, que juntamente com a batalhas de Nablus constitui a Batalha de Megido, travada entre 19 e 25 de setembro, nos últimos meses da Campanha do Sinai e Palestina da Primeira Guerra Mundial. Durante a fase de infantaria da Batalha de Sarom, a 60.ª Divisão do Corpo XXI da Força Expedicionária Egípcia (EEF) britânica atacou e capturou a secção da linha da frente mais próxima da costa do Mediterrâneo, com a cobertura de uma intensa barragem de artilharia.
Esta vitória do EEF sobre o Oitavo Exército otomano-alemão, marcou o início da ofensiva final da Campanha do Sinai e Palestina, que acabaria por resultar na destruição do equivalente a um exército otomano, na retirada dos restantes dois, na conquista de vasto território otomano, desde os montes da Judeia até à fronteira do que é hoje a Turquia, e na captura de muitos milhares de prisioneiros.

## Descrição
Durante a Batalha de Tulcarém, a 60.ª Divisão do Corpo XXI britânico avançou para cortar as trincheiras da linha da frente otomana. O avanço foi apoiado por fogo de artilharia enquanto a infantaria avançava para capturar Narel Falique. O avanço britânico forçou o Oitavo Exército otomano a retirar e o ataque que se seguiu resultou na captura de Tulcarém e do quartel-general do Oitavo Exército. A tática usada teve tanto êxito que a linha da frente foi rapidamente quebrada e foi aberto caminho para que as divisões de cavalaria Corpo Montado do Deserto pudessem avançar para norte pela planície de Sarom. A cavalaria tinha como objetivo capturar as linhas de comunicação atrás dos dois exércitos otomanos e alemães que estavam sob ataque nos montes da Judeia. A 20 de setembro, essas divisões de cavalaria chegaram à retaguarda do 7.º e 8.º exércitos otomanos, que foram completamente flanqueados e quase cercados durante a Batalha de Nazaré, a captura de Afulah e Beisan, a captura de Jenin e a Batalha de Samakh. Entretanto, as divisões de infantaria britânicas à direita da 60.ª Divisão avançaram para atacarem com êxito as linhas de trincheiras alemãs e otomanas ao longo da linha da frente nas batalhas de Tabsor e de Arara. Subsequentemente, o quartel-general do Sétimo Exército otomano foi atacado e capturado durante a Batalha de Nablus.